# Ryuthela sasakii
Ryuthela sasakii är en spindelart som beskrevs av Ono 1997. Ryuthela sasakii ingår i släktet Ryuthela och familjen ledspindlar. Inga underarter finns listade i Catalogue of Life.